# TM-Spiele
Die TM-Spiele GmbH ist ein Spieleverlag. Die Abkürzung „TM“ steht für den durch Die Siedler von Catan bekannt gewordenen Spieleautor Klaus Teuber und den Spieleredakteur Reiner Müller. Neben Reiner Müller ist Wolfgang Lüdtke als zweiter Geschäftsführer und Spieleredakteur in dem Kleinverlag beschäftigt.
TM-Spiele ist seit 1997 als externer Dienstleister für die Produktentwicklung und redaktionelle Bearbeitung des Kosmos-Brettspielprogramms verantwortlich. Zuvor, von 1995 bis 1997, hatte TM das Goldsieber-Spieleprogramm des Konzerns Simba Toys entwickelt.

## Geschichte
Am Anfang stand das Klaus-Teuber-Spiel Pleitegeier – das spätere Vernissage. Teuber hatte erhebliche Probleme, für dieses Spiel einen Verlag zu finden. Zwar wäre es von einem großen Verlag verlegt worden, aber nur unter der Bedingung, dass Teuber das Recht an Veränderungen des Spiels aus der Hand gegeben hätte. Damit war er nicht einverstanden. Reiner Müller, mit dem er schon bei seinen bei ASS und Bandai-Huki erschienenen Spielen zusammengearbeitet hatte, machte deshalb den Vorschlag, einen eigenen Verlag zu gründen: TM-Spiele.

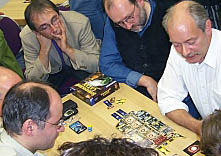
Klaus Teuber (rechts) und Wolfgang Lüdtke (links) mit dem Zwei-Personen-Spiel Sternenschiff Catan

Teuber stimmte dieser Idee zu und sprach zudem auch noch Peter Neugebauer und Wolfgang Lüdtke auf die Verlagsgründung an. „Wenn man zu viert ist, hat man mehr Ideen und kann besser zusammen spielen.“
Den Spielekritiker Neugebauer hatte Teuber in den achtziger Jahren auf dem Göttinger Spieleautorentreffen kennengelernt. Klaus Teuber war mit seinem Spieleerstling, einem Prototyp des späteren Barbarossa, aus Hessen angereist und niemand habe sich für dieses Spiel interessiert, erinnerte sich Neugebauer. Er habe sich als Einziger zu ihm gesetzt und sei von dem Spiel begeistert gewesen. Teuber habe ihm daraufhin gegen Erstattung der Materialkosten ein Exemplar gebastelt. Später erhielt Neugebauer regelmäßig Prototypen, mit der Bitte, diese zu testen.
Wolfgang Lüdtke hatte Neugebauer, beide wohnen im Ruhrgebiet, durch eine Anzeige in der Spielefachzeitschrift Pöppel-Revue kennengelernt. Nachdem er Neugebauers Barbarossa-Exemplar bereits gespielt hatte, traf er Teuber auf dem folgenden Autorentreffen in Göttingen dann das erste Mal persönlich.
Insbesondere Neugebauer, der als Lehrer keinerlei Ambitionen hatte (und hat), sich beruflich in der Spielebranche zu engagieren, zögerte, in die TM-Spiele GmbH einzusteigen. Zwar fand er es durchaus interessant, auch bei der Spieleentwicklung dabei zu sein. In erster Linie wollte er jedoch weiterhin als Kritiker über Spiele schreiben und unabhängig bleiben. Letztlich hat er das Angebot seines Freundes Klaus Teuber dann aber doch nicht ausgeschlagen und beteiligte sich an dem durchaus riskanten Unternehmen. Während Neugebauer bei TM bis heute eher im Hintergrund agiert und sich somit weitestgehend seine Unabhängigkeit als Spielekritiker bewahren konnte, hörte Lüdtke mit seiner Kritikertätigkeit auf, nachdem er beruflich bei TM eingestiegen war.
Der TM-Erstling Vernissage schaffte beim Deutschen Spiele Preis 1993 einen dritten Platz, die Spiel-des-Jahres-Jury konnte sich jedoch zu keiner Auszeichnung durchringen.
Im Folgejahr brachte TM das Wolfgang Panning-Spiel Knock out auf den Markt. „Leider waren wir nicht mutig genug. Wir haben nicht so sehr ins Spiel eingegriffen, wie wir es heute machen würden“, bedauerte Lüdtke einige Schwächen im Spielablauf und den Versuch, das Boxthema ironisierend zu kaschieren. Zwar reichte es für den achten Platz beim Deutschen Spiele Preis, doch ökonomisch war das Spiel ein „totaler Flop“. Nach nur zwei Jahren stand der Verlag vor dem finanziellen Aus. Während die 5000 von Vernissage aufgelegten Exemplare zu etwa 90 Prozent verkauft waren, lag Knock out wie Blei in den Regalen. Tom Schoeps’ Sternenhimmel war als drittes TM-Spiel bereits in Vorbereitung, doch an eine Produktion war nicht zu denken. Das Geld war alle.

### TM und Goldsieber
Die rettende Idee hatte der Nürnberger Fritz Gruber. Der war mit der Branche durch die Pressearbeit für verschiedene Spielwaren-Unternehmen verbunden. Er betreute zu diesem Zeitpunkt die Öffentlichkeitsarbeit des Konzerns Simba Toys. Gesellschaftsspiele produzierte diese Firma nicht. Gruber schlug ihnen deshalb vor, eine programmergänzende Spielelinie zu entwickeln und stieß dabei auf offene Ohren. Da Simba keinerlei Know-how auf diesem Gebiet besaß, empfahl er, TM mit der Entwicklung dieser Spielereihe zu beauftragen.
Die Verhandlungen zwischen Simba und TM gestalteten sich jedoch nicht ganz reibungslos. Simba wollte weg von seinem Image als billiger Massenproduzent und dachte daran, exklusive Spiele aus teuren Materialien produzieren. Von dieser Idee ließ Simba sich jedoch abbringen und TM erhielt den Auftrag, zunächst vier Brettspiele für die Reihe mit dem Namen Goldsieber zu entwickeln.
Inzwischen war die Zeit bis zur Nürnberger Spielwarenmesse bereits recht knapp geworden. Sternenhimmel war schon fertig, Klaus Teuber konnte Galopp Royal beisteuern und durch einen Anruf bei Stefan Dorra erhielt man Linie 1. Nur das vierte Spiel fehlte noch. Da mussten sich die vier TMler und Fritz Gruber (der von 1998 bis 2009 fünfter TM-Teilhaber war) selbst dransetzen und – aus mehr oder weniger bekannten Elementen – ein eigenes Spiel konstruieren. Bakschisch hieß das gar nicht so schlechte Ergebnis, ein Versteigerungsspiel, das unter dem „Autorenpseudonym“ Hering erschien. Dieser Hering war eine Figur gewesen, die innerhalb der Spiele Vernissage und Knock out eine Rolle spielte.
Das Goldsieber-Programm ist in der Spieleszene mit Begeisterung aufgenommen worden. Linie 1 und Galopp Royal gelangten 1995 auf die Spiel-des-Jahres-Auswahlliste, Linie 1 und Sternenhimmel schafften es auf Platz zwei und drei des Deutschen Spiele Preises. Mehr war nicht zu erreichen, denn Teubers Die Siedler von Catan räumte in diesem Jahr ab.
Das Goldsieber-Erstlingsprogramm ist vom Erfolg der Linie 1 getragen worden. Im zweiten Jahr wurde die Goldsieber-Reihe ausgeweitet. Obwohl Klaus Teubers Entdecker nicht auf der Auswahlliste stand – es gab aber immerhin einen zweiten Platz beim Deutschen Spiele Preis – wurde es der Bestseller des Programms. Die Spiel-des-Jahres-Jury konnte sich aber immerhin dazu durchringen, für Carabande einen „Sonderpreis Geschicklichkeitsspiel“ zu stiften. Außerdem trug Teuber mit dem Kinderspiel Hallo Dachs, genauso wie im Folgejahr mit Die Ritter von der Haselnuß, zum Erfolg bei.
Im dritten und letzten TM-Jahr bei Goldsieber wurde Mississippi Queen mit dem goldumkränzten Pöppel der Spiel-des-Jahres-Jury geschmückt und Löwenherz konnte sich über den Deutschen Spiele Preis freuen. Hinzu kam der Verkaufserfolg der Kleinen Fische und von Manitou, zwei Titel der neu entwickelten Kartenspiellinie.

### TM und Kosmos
Das Goldsieber-Programm war immer aufwändiger geworden, und es wurde immer schwieriger, Goldsieber und Kosmos parallel zu betreiben. Zwar arbeitete TM nicht direkt mit Kosmos zusammen, aber die TMler als Einzelpersonen durchaus: Reiner Müller war Spieleredakteur bei Kosmos, Klaus Teuber war der Autor der Catan-Spiele, und die anderen halfen mit den bei der Spieleentwicklung notwendigen Tipps und Hinweisen ebenfalls mehr oder weniger regelmäßig mit. Da bot es sich an, alle TM-Aktivitäten bei Kosmos zu bündeln und mit diesem Verlag einen Exklusivvertrag abzuschließen, was dann in der zweiten Jahreshälfte 1997 geschah.
Bei Kosmos mussten – im Gegensatz zu Goldsieber – auch Herbstneuheiten entwickelt werden, da der Stuttgarter Verlag traditionell auch in dieser Jahreszeit präsent sein wollte. Deshalb hatte TM bis zu den Essener Spieltagen nicht nur ein Brettspiel zu erstellen, sondern kurzfristig stand auf der Kosmos-Wunschliste zudem ein Zwei-Personen-Spiel, das an Die Siedler von Catan – Das Kartenspiel und dessen riesigen Erfolg anknüpfen sollte. Wolfgang Lüdtke hatte glücklicherweise noch einen Prototyp des Risk Card Games in der Schublade liegen, das er einstmals Parker angeboten hatte. Parker war jedoch der Meinung gewesen, dass ein reines Zwei-Personen-Spiel bei ihnen nicht ins Programm passe. TM blieb nun die Aufgabe, das Thema des Risiko-Kartenspiels zu verändern, da Kosmos festgestellt hatte, dass das Siedler-Kartenspiel überdurchschnittlich häufig von Frauen gekauft und gespielt wurde. So wurden aus Kontinenten Patrizier, und Armeen wandelten sich zu römischen und ägyptischen Einflusskarten. Caesar & Cleopatra wurde als bestes Kartenspiel des Jahres 1998 ausgezeichnet, und mittlerweile wurden mehr als 150.000 Exemplare verkauft.
Zwischen TM und Goldsieber gab es keine exklusive Bindung. Damals entwickelte TM auch noch eine Spielereihe für einen Jugend-Sachbuchverlag, von der allerdings nur ein Spiel erschienen war. Das ist jetzt anders. TM arbeitet ausschließlich für Kosmos, und auch Klaus Teuber hat sich als Autor exklusiv mit Kosmos verbunden.
Reiner Müller ist als TM-Geschäftsführer mit Sitz in Stuttgart für alle Catan-Spiele zuständig. Wolfgang Lüdtke, sein Büro ist in Duisburg, ist als zweiter Geschäftsführer voll eingestiegen und ist für alle Nicht-Catan-Titel zuständig. Der in der Nähe von Nürnberg lebende Fritz Gruber ist für die Öffentlichkeitsarbeit des Gesamtprogramms von Kosmos, also auch Bücher und Experimentierkästen, zuständig.
„Outsourcing“ nennt man das Konzept, das Kosmos dabei verfolgt. Denn selbst sehr große Verlage können sich maximal ein bis zwei festangestellte Spieleredakteure leisten. Durch die komplette Auslagerung der redaktionellen Tätigkeit in die TM-Spiele GmbH erschließt sich Kosmos dagegen das kreative Potential von fünf Personen.
Doch bald musste Kosmos einen Teil der Redaktionsarbeit wieder zurück ins eigene Haus holen. Nachdem die Marke Klee erworben wurde, war TM mit der Entwicklung von 18 Spielen innerhalb eines Jahres beschäftigt. Das war zu viel. Kosmos stellte daraufhin eine Produktmanagerin im eigenen Haus ein, die unter anderem für die meisten Kinderspiele die redaktionelle Verantwortung übernahm.
Die von TM entwickelten Kosmos-Spiele landeten mehrfach auf der „Auswahlliste“, Giganten wurde sogar mit einer Spiel-des-Jahres-Nominierung ausgezeichnet. Ein besonderer Erfolg ist die Reihe der Zwei-Personen-Spiele. Bei klassischen Zwei-Personen-Titeln spielt Schwarz gegen Weiß, das Glück hat keinen Platz und es gewinnt der Bessere – welcher langfristig immer derselbe ist. Die Kosmos-Spiele sind dagegen thematisch eingebettet, und das Glück spielt immer eine Rolle. So gewinnt mal der Bessere und mal der Glücklichere – das vermeidet Frust.
Ansonsten bleiben die Catan-Titel der Selbstläufer des Kosmos-Programms. „Um Spiele zu machen, muss man Geld verdienen“, sagte Fritz Gruber. So könne auch manches Risiko und mancher Flop im Programm ausgeglichen werden.
Zwischendurch waren auch vier neue Spiele unter dem fast vergessenen Label TM erschienen: Minister, Krieg und Frieden, Der weiße Lotus sowie Volldampf. „Als TM-Spiel erscheint nur, was die TMler gerne spielen“, erläuterte Lüdtke das Prinzip dieser Spielelinie. Trotzdem waren die vier Titel keine Erfolgsstory. Minister war ein einfaches Spiel, das Remake einer Mensch-ärgere-Dich-nicht-Variante. Minister schaffte es immerhin auf die „Auswahlliste“, das weit anspruchsvollere und überzeugendere Krieg und Frieden scheiterte dagegen an einem Missverständnis. „Darf man ein Spiel mit solch einem Titel, einem ausgesprochen kämpferischen Inhalt und einem aggressiven, emotionsgeladenen Ablauf als spannende Unterhaltung empfehlen?“, fragte eines der Jury-Mitglieder in einem umstrittenen Zeitungsartikel. Nach vier Spielen wurde die von Kosmos vertriebene TM-Spielelinie 2001 wieder beerdigt. Die Verkaufszahlen dieser Titel waren äußerst bescheiden, und TM beschränkt sich seitdem auf seine Redaktionstätigkeit für Kosmos.

## Ludografie
- Vernissage
Deutscher Spiele Preis 3. Platz 1993
- Knock out
Deutscher Spiele Preis 8. Platz 1994
- Minister
Spiel des Jahres Auswahlliste 1998
- Krieg und Frieden, 1999
- Der weiße Lotus, 2000
- Volldampf, 2001

### Autorenteam „Hering“
- Bakschisch, 1995
- Der Herr der Ringe – Die Gefährten – Spiel zum Film, 2001
- Der Herr der Ringe – Die zwei Türme – Spiel zum Film, 2002

### Goldsieber-Spiele (Auswahl)
- Galopp Royal
Spiel des Jahres Auswahlliste 1995
Deutscher Spiele Preis 6. Platz 1995
- Linie 1
Spiel des Jahres Auswahlliste 1995
Deutscher Spiele Preis 2. Platz 1995
- Sternenhimmel
Deutscher Spiele Preis 3. Platz 1995
- Entdecker
Deutscher Spiele Preis 2. Platz 1996
- Carabande
Deutscher Spiele Preis 3. Platz 1996
Spiel des Jahres Sonderpreis Geschicklichkeitsspiel 1996
- Ab die Post
Deutscher Spiele Preis 9. Platz 1996
- Hallo Dachs
Deutscher Kinderspiele Preis 1996
- Löwenherz
Deutscher Spiele Preis 1997
Spiel des Jahres Auswahlliste 1997
- Mississippi Queen
Spiel des Jahres 1997
Deutscher Spiele Preis 4. Platz 1997
- Manitou
Spiel des Jahres Auswahlliste 1997
Deutscher Spiele Preis 10. Platz 1997
- Die Ritter von der Haselnuß
Deutscher Kinderspiele Preis 1997

### Kosmos-Spiele (Auswahl)
- Caesar & Cleopatra
Spiel des Jahres Auswahlliste 1998
Deutscher Spiele Preis 8. Platz 1998
À la carte Kartenspielpreis 1998
- Durch die Wüste
Spiel des Jahres Auswahlliste 1998
Deutscher Spiele Preis 4. Platz 1998
- Kahuna
Spiel des Jahres Auswahlliste 1999
- Giganten
Spiel-des-Jahres-Nominierung 1999
Deutscher Spiele Preis 6. Platz 1999
- Ta Yü
Spiel des Jahres Auswahlliste 1999
- La Città
Spiel des Jahres Auswahlliste 2000
Deutscher Spiele Preis 4. Platz 2000
- Babel
Spiel des Jahres Auswahlliste 2001
Deutscher Spiele Preis 8. Platz 2001
- Alles im Eimer
Spiel des Jahres Auswahlliste 2002
- Nautilus
Deutscher Spiele Preis 6. Platz 2002
- Ballon Cup
Spiel des Jahres Auswahlliste 2003
- Löwenherz – Der König kehrt zurück
Deutscher Spiele Preis 5. Platz 2003
- Die Brücken von Shangrila
Deutscher Spiele Preis 10. Platz 2004
- In 80 Tagen um die Welt
Spiel-des-Jahres-Nominierung 2005
Deutscher Spiele Preis 6. Platz 2005
- Jambo
Spiel-des-Jahres-Nominierung 2005
Deutscher Spiele Preis 8. Platz 2005
À la carte Kartenspielpreis 2005
- Elasund
Deutscher Spiele Preis 6. Platz 2006
- Blue Moon City
Spiel-des-Jahres-Nominierung 2006
Deutscher Spiele Preis 4. Platz 2006
- Just 4 Fun
Spiel-des-Jahres-Nominierung 2006
- Die Säulen der Erde
Deutscher Spiele Preis 2007
- Keltis
Spiel des Jahres 2008
Deutscher Spiele Preis 8. Platz 2008
- Die Tore der Welt
Spiel des Jahres plus 2010
Deutscher Spiele Preis 3. Platz 2010